# Sita Sibiri
Sita Sibiri (* 7. März 2004) ist eine Leichtathletin aus Burkina Faso, die im Sprint und Hürdenlauf an den Start geht und sich auf die 400-Meter-Distanz spezialisiert hat. Aktuell ist sie Inhaberin des Landesrekordes im 400-Meter-Lauf.

## Sportliche Laufbahn
Erste Erfahrungen bei internationalen Meisterschaften sammelte Sita Sibiri im Jahr 2022, als sie bei den Afrikameisterschaften in Port Louis mit 1:01,17 min in der Vorrunde im 400-Meter-Hürdenlauf ausschied. Zudem belegte sie mit der burkinischen 4-mal-100-Meter-Staffel in 47,14 s den siebten Platz. Anschließend schied sie bei den U20-Weltmeisterschaften in Cali mit 1:03,52 min in der ersten Runde über 400 m Hürden aus. Im Jahr darauf gewann sie bei den U20-Afrikameisterschaften in Ndola in 1:00,50 min die Silbermedaille über 400 m Hürden und belegte in 15,02 s den vierten Platz im 100-Meter-Hürdenlauf. Anschließend gewann sie bei den Spielen der Frankophonie in Kinshasa in 53,13 s die Silbermedaille im 400-Meter-Lauf hinter der Marokkanerin Sara el-Hachimi und über 400 m Hürden sicherte sie sich in 58,04 s die Bronzemedaille hinter der Marokkanerin Noura Ennadi und Linda Angounou aus Kamerun. 2024 gewann sie bei den Afrikaspielen in Accra mit neuem Landesrekord von 51,74 s die Bronzemedaille über 400 Meter hinter der Kenianerin Mary Moraa und Esther Elo Joseph aus Nigeria. Zudem erreichte sie über 400 m Hürden das Finale, ging dort aber nicht mehr an den Start. Im Jahr darauf schied sie bei den Hallenweltmeisterschaften in Nanjing mit 55,54 s in der Vorrunde über 400 Meter aus.
2023 wurde Sibiri burkinische Meisterin im 400-Meter-Lauf sowie über 400 m Hürden.

## Persönliche Bestzeiten
- 400 Meter: 51,74 s, 20. März 2024 in Accra (burkinischer Rekord)
  - 400 Meter (Halle): 55,54 s, 21. März 2025 in Accra (burkinischer Rekord)
- 400 m Hürden: 58,04 s, 4. August 2023 in Kinshasa